# El coratge de Lassie
 El coratge de Lassie (original: Courage of Lassie) és una pel·lícula estatunidenca dirigida per Fred M. Wilcox, estrenada el 1946 i doblada al català. Protagonitzada per Elizabeth Taylor, Frank Morgan, i un gos anomenat 'Pal', en una història sobre un collie de nom Bill i el seu jove company, Kathie Merrick. Quan Bill se separat de Kathie després d'un accident de cotxe, se l'entrena com a gos de guerra, actua heroicament, i, després de moltes tribulacions, es reuneix finalment amb el seu Kathie estimat.
 El coratge de Lassie , tercera de set pel·lícules de MGM que presenten una estrella canina anomenada Lassie, que era un collie mascle anomenat Pal. Utilitzant el nom de l'escena Lassie, Pal apareix com el personatge titular a la primera pel·lícula,  Lassie Come Home  i com a Laddie en la seva seqüela,  Son of Lassie.

## Argument
Un dels fills de Lassie, Bill, s'ha perdut als boscos on ha crescut. La jove Katie Merrick el recull i Harry MacBain li ensenya a guardar els xais. Un camió atropella un dia el gos. És portat a una clínica veterinària però ningú no sap el seu nom. Smitty, un militar es converteix en el seu amo...

## Producció
La pel·lícula va ser rodada en exteriors a Railroad Creek per Lake Chelan a prop de Holden. El coratge de Lassie  va ser el segon "Lassie" d'Elizabeth Taylor que tenia catorze anys. Abans havia participat a  Lassie Come Home  en el paper menor de la neta del Duc de Rudling, Priscilla. Taylor va rebre el primer sou de la seva carrera amb El coratge de Lassie. George Cleveland, l'"Home vell" en les rimeres escenes de la pel·lícula, es convertiria en l'estrella de la sèrie de televisió de 1954  Lassie.

## Repartiment
- Elizabeth Taylor: Kathie Merrick
- Frank Morgan: Harry MacBain
- Tom Drake: Sergent Smitty
- Selena Royle: Sra. Merrick
- Harry Davenport: Jutge Payson
- George Cleveland: El vell
- Catherine McLeod: Alice Merrick
- Morris Ankrum: Farmer Crews
- Mitchell Lewis: Gil Elson
- Jane Green: Sra. Elson
- Minor Watson: Xèrif Ed Grayson

## Al voltant de la pel·lícula
- És la tercera pel·lícula de la sèrie.